# Mai per amore (miniserie televisiva)
Mai per amore è una miniserie televisiva italiana del 2012 composta da quattro episodi e trasmessa su Rai 1 dal 27 marzo al 17 aprile 2012. Il tema è quello della violenza sulle donne.

## Produzione
La serie, inizialmente intitolata Un corpo in vendita è stata prodotta da Claudia Mori con la sua società di produzione Ciao Ragazzi! in collaborazione con Rai Fiction. Gli episodi dovevano essere originariamente sei ma nell'estate del 2010 Rai Fiction decise di eliminare, con grande disappunto della Mori, i film dedicati alla pedofilia e alla tratta delle donne nigeriane.
Interamente girata nella città di Trieste, (dove la Mori aveva già realizzato C'era una volta la città dei matti...) con la collaborazione della Friuli-Venezia Giulia Film Commission, la fiction iniziò la lavorazione il 13 settembre 2010, con l'episodio di Liliana Cavani intitolato Troppo amore. L'11 ottobre cominciarono le riprese del secondo episodio, La fuga di Teresa sotto la regia della tedesca Margarethe von Trotta, a cui subentrò infine Marco Pontecorvo per dirigere gli ultimi due film, Ragazze in Web (originariamente intitolato Il segreto del web) e Helena & Glory. La lavorazione si concluse il 31 marzo 2011.

## Distribuzione
Il ciclo di quattro film avrebbe dovuto andare in onda nell'autunno del 2011 ma in estate la Rai, poco convinta del possibile successo della serie, iniziò a spostarne la data di uscita, nonostante gli episodi fossero pronti da mesi.
Venerdì 23 marzo 2012 venne finalmente organizzata la conferenza stampa in cui si annunciava l'imminente uscita della serie (reintitolata Mai per amore), programmata per il 27 dello stesso mese.
L'episodio di Marco Pontecorvo Ragazze in Web, benché fosse il terzo in ordine di produzione, venne trasmesso per secondo.

## Lista di episodi
| nº | Titolo            | Prima TV Italia |
| -- | ----------------- | --------------- |
| 1  | Troppo amore      | 27 marzo 2012   |
| 2  | Ragazze in Web    | 3 aprile 2012   |
| 3  | La fuga di Teresa | 10 aprile 2012  |
| 4  | Helena & Glory    | 17 aprile 2012  |

## Troppo amore
- Diretto da: Liliana Cavani
- Interpreti: Massimo Poggio (Umberto), Antonia Liskova (Livia), Chiara Mastalli (Marta), Anna Melato (Rina), Francesca Beggio (Giuliana), Edoardo Natoli (Claudio), Carla Cassola (Miriana), Maurizio Fanin (Tonetto), Paco Reconti (padrone di casa).

### Trama
La storia racconta di Livia (Antonia Liskova), 28 anni, e Umberto (Massimo Poggio), 40, avvenente professore universitario.
Lentamente l'amore di Umberto diventa eccessivo e ossessivo, impadronendosi così della vita di Livia, e inaugurando una spirale di violenza domestica. Livia viene ossessionata dalle dichiarazioni d'amore assoluto di Umberto e non riesce a rendersi conto del pericolo in cui si trova, restando sorda alle raccomandazioni di amici e parenti. Dopo essere stata costretta a fuggire da lui e messa alle strette da gravi attacchi di stalking, la protagonista prende coscienza e si libera fortunosamente dal suo dramma, anche mettendo in discussione il suo atteggiamento passato.

## Ragazze in Web
- Diretto da: Marco Pontecorvo
- Interpreti: Carolina Crescentini (Claudia), Francesca Inaudi (Silvia), Bruno Wolkovich (Gabriele, padre di Silvia), Roberto Citran (Biondino), Daniele Monterosi (Marco "Il Rosso"), Augusto Fornari (Renato), Emiliano Coltorti (Giorgio), Giulia Weber (madre di Claudia), Imma Piro (madre di Silvia), Sara Cechet (Giulia), Elisa Giordano (Sara), Francesco Roder (Stefano), Carla Stella (Dottoressa).

### Trama
La convivenza tra Claudia (Carolina Crescentini) e Silvia (Francesca Inaudi), due studentesse ventenni che dividono un appartamento, nasconde un segreto. Il segreto riguarda Claudia, che, avendo alle spalle una famiglia modesta, ha trovato un sistema spiccio e trasgressivo per rendersi autonoma economicamente, vendendo la sua immagine di bella ragazza senza veli sul web. Quando scopre la verità, Silvia, che invece ha alle spalle una famiglia benestante, dapprima ne rimane scandalizzata, ma poi, a poco a poco, sceglie la stessa strada della coinquilina, illudendosi che quello possa essere il modo più semplice per rendersi indipendente. Le due ragazze diventano complici. Claudia stabilisce una sua regola personale, una soglia da non oltrepassare, che impone anche a Silvia: mai confondere la vita virtuale con quella reale. Presto però, Silvia si pente della sua scelta e rompe l'amicizia con Claudia, che nel frattempo si rivela sensibile alla corte di un suo ardente ammiratore. Le lunghe chiacchierate notturne via web, con le telecamere accese che mostrano all'uno il volto dell'altra, cementano una confidenza e un'attrazione sempre più intense. Claudia commette l'errore di incontrare il suo ammiratore. Il gioco ormai non è più gioco e ben presto cambierà inevitabilmente le esistenze delle due ragazze, fino ad arrivare ad un epilogo a sorpresa per entrambe.

## La fuga di Teresa
- Diretto da: Margarethe von Trotta
- Interpreti: Alessio Boni (Stefano), Stefania Rocca (Laura), Nina Torresi (Teresa), Clara Dossena (Marta), Ninni Bruschetta (Fossati), Sandra Toffolatti (Dottoressa Garrone), Alessandro Sperduti (Miki), Daniela Morozzi (Marcella), Erika Blanc (Giovanna), Alessandro Mizzi (Morra), Maria Grazia Bon (Giulia), Gaetano Aronica (Don Aldo), Paola Sambo (Madre di Miki), Maria Sole Mansutti (Loredana), Massimiliano Setti (Luca), Clara Salgado (Isabel), Marcela Serli (madre paziente), Marzia Postogna (prima infermiera), Glenda Delli (anestesista), Davide Costantino (ferrista), Federico Pieri (medico)

### Trama
Può un suicidio avere un colpevole che abbia determinato la scelta di chi l'ha compiuto? Teresa, sedicenne, che da due anni studia in un collegio all'estero, non riesce a rassegnarsi al suicidio della madre Laura, come invece sembra fare Stefano, suo padre, medico stimato e benvoluto nel suo ambiente, che per quanto addolorato individua nella depressione della moglie la causa del suo gesto.
Per conoscere la verità, Teresa deve scavare nella sua memoria, ma soprattutto sapere cosa sia successo a sua madre che, dopo aver abbandonato una brillante carriera manageriale, ha passato due anni in un volontario isolamento. La ragazza scappa di casa con l'unico amico, Miki, un diciottenne ribelle e dalla cattiva fama, che è pronto a assecondarla, perché innamorato di lei. Il viaggio, che per Miki doveva essere una fuga romantica, diventa per Teresa il modo per riannodare gli incerti fili della memoria.
Ripercorrendo i luoghi e incontrando le persone del passato, Teresa scopre la sconvolgente verità sulla morte della madre.

## Helena & Glory
- Diretto da: Marco Pontecorvo
- Interpreti: Barbora Bobuľová (Helena), Thomas Trabacchi (Brandini), Esther Ortega (Glory), Gaetano Bruno (Rizzato), Vanni Bramati (Cristian), Evita Ciri (Silvia), Riccardo Maschi (ispett. Jacoviello), Nicolas Bonasia (Leo), Fulvio Falzarano (dott. Carrano), Diego Ribon (procuratore), Carla Manzon (Iva), Stefano Chiodaroli (Sauro), Paola Bonesi (moglie dottore), Valentina Capone (Monica), Diletta Acquaviva (infermiera), Maddalena Recino (caposala), Stefano Sabelli (medico), Viola Graziosi (Mara), Giuseppe Russo (Daniele), Alessandro Bressanello (direttore)

### Trama
Nell'episodio di “Helena & Glory” si racconta la storia di un'amicizia tra due donne nata nel duro mondo della prostituzione e cementata nei momenti più difficili, quando offrire un aiuto può significare mettere a rischio la propria vita. Le due ragazze non potrebbero essere più diverse: una, Glory, è una donna esuberante con l'allegria e la musica nel sangue; l'altra, Helena, è una giovane ucraina chiusa e diffidente, segnata dal tradimento di un uomo che le ha spezzato il cuore, lasciandola senza speranze. Glory è una prostituta libera, venuta in Italia per guadagnare in fretta dei soldi (ha un debito al suo paese e dei familiari da mantenere); Helena è vittima del racket della prostituzione del quale fa parte il suo ex-fidanzato. Glory frequenta una comunità solidale di sue connazionali; Helena è sola. Eppure le due donne hanno qualcosa di essenziale in comune: il coraggio di ribellarsi. Helena, che delle due è la vera protagonista della storia, soffre di un profondo conflitto interiore: il suo aguzzino e sfruttatore, Cristian, è anche il padre del suo bambino. Per riconquistare la libertà e la propria identità di donna, Helena, aiutata da Glory, dovrà affrontare innumerevoli vicissitudini e sofferenze. La libertà che ricerca Helena è anche e soprattutto una libertà mentale, che le permetta di essere finalmente padrona della propria vita e del proprio futuro.

## Ascolti
| Episodio          | Telespettatori | Share  |
| ----------------- | -------------- | ------ |
| Troppo amore      | 4.922.000      | 18,14% |
| Ragazze in Web    | 4.478.000      | 15,77% |
| La fuga di Teresa | 4.794.000      | 16,68% |
| Helena & Glory    | 4.769.000      | 17,17% |

## Colonna sonora
La sigla della serie TV avrebbe dovuto essere la canzone Mai per amore di Gianna Nannini, uscita il 14 ottobre del 2011. Benché i titoli di testa di ogni episodio riportassero il titolo del brano, in realtà la canzone non fu mai utilizzata nella messa in onda originale della serie.